# Rouen
Rouen je povijesno gledano glavni grad Normandije. Smješten je u sjeverozapadnom dijelu Francuske, na rijeci Seine, a trenutno je glavni grad regije Haute-Normandie (Gornja Normandija). Nekada je bio jedan od najprosperitetnijih gradova srednjovjekovne Europe. Rouen je grad u kojem je Ivana Orleanska 1431. godine spaljena na lomači. Njegovi stanovnici nazivaju se Rouenžani, a njihov broj se procjenjuje na 114.000 (2007.)

## Zemljopis
Rijeka Seine zauzima 179 hektara komune Rouen, koja ima 306 hektara zelenih površina, 210 km je ukupna dužina cesta, od čega je 16 km rezervirano za bicikliste, i 8 km za pješake. 

### Klima
Prosječna godišnja temperatura se kreće između 10 i 20 °C ; 
- prosječno trajanja sunčanih razdoblja: 1 630 sati godišnje;
- magla: 85 dana godišnje;
- oluja: 16 dana godišnje;
- padaline: između 700 i 1 000 mm godišnje

### Demografija
Kretanje broja stanovnika od 1962.
| 1962.   | 1968.   | 1975.   | 1982.   | 1990.   | 1999.   | 2004.   | 2005.   | 2007.   |
| ------- | ------- | ------- | ------- | ------- | ------- | ------- | ------- | ------- |
| 120.111 | 120.471 | 114.834 | 101.945 | 102.723 | 106.592 | 109.600 | 112.000 | 114.000 |

## Povijest
Rouen je osnovan od strane galskog plemena. Oni su ga nazivali Ratumacos, a Rimljani  Rotomagus. Rimski Rotomagus je bio drugi grad rimske provincije Gallia Lugdunensis nakon samog Lugdunuma (današnjeg Lyona). Za vrijeme Dioklecijanove reorganizacije, Rouen je bio poglavarski grad podijeljene pokrajine Gallia Lugdunensis II i postigao je procvat u razvoju za vrijeme rimskog perioda, s amfiteatrom i termama. U petom stoljeću postao je sjedište biskupije (iako su imena prijašnjih biskupa isključivo legendarna) a kasnije i glavni grad Merovinške Neustrije.

Nakon svog prvog upada u nižoj dolini rijeke Seine 841., Normani su opustošili Rouen; od 912. Rouen je bio glavni grad Normandijskog vojvodstva i rezidencija knezova sve dok Vilim I Engleski nije osnovao svoj dvorac u Caenu. 
1150. Rouen primio povelju o svom osnivanju, time i dozvolu samouprave. Tokom dvanaestoga stoljeća u Rouenu je živjelo oko 6000 Židova, koji su činili oko 20% stanovništva, uz veliki broj Židova koji su se raspršili u još stotinjak zajednica u Normandiji. Dobro očuvani ostaci židovske vjerske škole, tzv. ješive, su bili otkriveni u 1970-ih. Zajednica je počela projekt kako bi ih vratila u prijašnje stanje te pokušala restaurirati zgradu.
1200. požar je uništio dio stare katedrale. 24. lipnja 1204. Filip II., kralj Francuske je došao u Rouen i konačno pripojio Normandiju Francuskom kraljevstvu. On je srušio normanski dvorac i sagradio svoj vlastiti, Château Bouvreuil, na mjestu galsko-rimskog amfiteatra. U tom razdoblju razvijena je tekstilna industrija, koja se bazirala na vuni uvoženoj iz Engleske (za koju su se gradovi Flandrija i Brabant stalno natjecali) i koja je pronašla svoje tržište na Champagne sajmovima. Razvoj Rouena također ovisi i o riječnom prometu na rijeci Seine. Vino i pšenica su se izvozili u Englesku, a kositar i vuna su se dovozili, pri povratku, u Rouen. U četrnaestom stoljeću gradu je prijetio sukob građana: 1291. gradonačelnik je bio ubijen, a plemićke rezidencije u gradu su opljačkane. Filip IV Francuski ponovo nametnuo red i potisnuo gradsku povelju i unosnu tržišnu situaciju zasnovanu na riječnom prometu; no on je bio poprilično za to da Rouenžani otkupe svoja stara prava i slobode, 1294.
1306. je odlučio protjerati židovsku zajednicu iz Rouena, koja je tad imala pet ili šest tisuća Židova.
Tokom Stogodišnjeg rata, 19. siječnja 1419., Rouen je predan Henriku V Engleskom, kralju Engleske, koji je ponovo pripojio Normandiju teritoriju kojim je vladala dinastija Anžuvinaca, 30. svibnja 1431.
Ivana Orleanska je spaljena na lomači na Place du Vieux-Marche, u ovome gradu, gdje je većina stanovnika podržavala burgundskog kneza, neprijatelja njenog kralja. Kralj Francuske, Karlo VII Francuski ponovno je zauzeo grad 1449.
Grad je bio teško oštećen za vrijeme Drugog svjetskog rata na Dan D i njegova glasovita katedrala je bila gotovo uništena bombama od strane Savezničkih sila. Za vrijeme nacističke okupacije, Njemačka ratna mornarica je imala svoje sjedište u vlastelinskom dvorcu u kampusu École Supérieure de Commerce de Rouen.

## Administracija
Rouen je glavni grad Gornje Normandije (Haute-Normandie région), kao i općina i departmanska prefektura Seine-Maritimea. 
Rouen i 36 prigradskih općina metropolitanskog područja tvore aglomeracijsku zajednicu  Rouen Haute-Normandie, s oko 393 621 stanovnika u njoj prema popisu stanovništva iz 1999. 
Najveća predgrađa su Sotteville-lès-Rouen, Saint-Étienne-du-Rouvray, Le Grand-Quevilly, Le Petit-Quevilly, i Mont-Saint-Aignan, s brojem stanovnika preko 20 000.
Gradonačelnici Rouena:
- René Stackler (1943. – 1944.)
- Guillaume Montier (1944. – 1945.)
- Jacques Chastellain (1945. – 1958.)
- Bernard Tissot (1958. – 1968.)
- Jean Lecanuet (1968. – 1993.)
- François Gautier (1993. – 1997.)
- Yvon Robert (1997. – 2001.)
- Pierre Albertini (2001. – 2008.)
- Valérie Fourneyron (2008.-)

## Kultura
- 8 kazališta (kapacitet: 80 do 1200 mjesta)
- 5 kina (35 sala)
- 1 izložbeni park
- 7 knjižnica
- Koncertna dvorana
- Botanički vrt koji organizira brojne izložbe i konferencije

### Znamenitosti
Rouen je poznat po svojoj vlastitoj katedrali Notre Dame, s Tour de Beurre (maslac kula). Katedrala je bila predmetom niza slika Claudea Moneta, od kojih su neke i izložene u Musée d'Orsay u Parizu. 
Gros Horloge je astronomski sat koji datira još iz stoljeća. Smješten je u ulici u istoimenoj ulici. 
Druge poznate strukture uključuju gotičku crkvu Saint-Maclou (15. st.); Tour Jeanne d'Arc, u koju je Ivana Orleanska dovedena 1431. gdje su joj prijetili mučenjem (usprkos popularnim uvjerenjima, ona nije bila ovdje pritvorena); crkva Saint Ouen (od 12. do 15. stoljeća), Palais de Justice, koji je nekada bio i sjedište Parlamenta u Normandiji, i Muzej likovne umjetnosti i keramike koji sadrži izvanrednu zbirku porculana zbog koje je Rouen bio slavan od 16. do stoljeća.
U samom središtu Place du Vieux Marché nalazi se moderna crkva Svete Ivane Orleanske. Ovo je velika, moderna građevina koja svojom veličinom i izgledom dominira trgom. Crkva je sagrađena na mjestu na kojem se nalazila lomača na kojoj je Djevica Orleanska spaljena.
Rouen je također bio domaćin francuskih Grand Prix utrka, između 1952. i 1968.

### Muzeji
Postoji mnogo muzeja u Rouenu: 
- Musée des beaux-arts de Rouen, umjetnički muzej sa slikama poznatih slikara kao što je to Monet,
- Musée maritime fluvial et portuaire, muzej koji svjedoči o povijesti rouenske luke i navigaciji,
- Musée des antiquités, umjetnički i povijesni muzej s antičkim i gotičkim radovima,
- Musée Flaubert d'histoire de la médecine, muzej smješten u rodnoj kući Gustavea Flauberta
- Musée de la céramique,
- Secq Le Musée des Tournelles

### Mostovi
Prvi mostovi potiču iz 9. stoljeća. Obnovljeni su nekoliko puta, posebno nakon bombardiranja u Drugom svjetskom ratu.
Neki od njih su:
- Pont Gustave-Flaubert
- Pont Guillaume-le-Conquérant
- Pont Jeanne-d’Arc
- Pont Boieldieu
- Pont Pierre-Corneille
- Pont Mathilde

## Obrazovanje
U Rouenu se nalazi Université de Rouen ili Rouensko sveučilište, zatim vodeća poslovna škola u Francuskoj, NEOMA Business School, koja se nalazi u blizini grada Mont-Saint-Aignan, te INSA Rouen i ESIGELEC.

## Poznate ličnosti
- Edvard IV. (1442. – 1483.), engleski kralj
- Pierre Corneille (1606. – 1684.), tragičar
- Thomas Corneille (1625. – 1709.), dramatičar, brat Pierrea Corneillea
- Nicolas Lemery (1645. – 1715.), kemičar
- Jean Jouvenet (1647. – 1717.), slikar

- Pierre Louis Dulong (1785. – 1838.), fizičar i kemičar
- Théodore Géricault (1791. – 1824.), slikar, naslikao Splav Meduza
- Pierre Adolphe Chéruel (1809. – 1891.), povjesničar
- Gustave Flaubert (1821. – 1880.), romanopisac, napisao Gospođu Bovary
- Maurice Leblanc (1864. – 1941.), romanopisac, tvorac lika Arsènea Lupina
- Charles Nicolle (1866. – 1936.), bakteriolog koji je primio Nobelovu nagradu za medicinu 1928.
- Anny Duperey (1947.-), glumica i romanopisac
- François Hollande (1954.-), političar i prvi tajnik socijalističke stranke u Francuskoj
- Karin Viard (1966.-), glumica
- Vincent Delerm (1976.-), kantautor, pijanist
- David Trézéguet (1977.-), francusko-argentinski nogometaš (napadač)

## Parkovi i vrtovi
- Jardin des Plantes de Rouen (85 000 m²), botanički vrt
- Parc Antoine de Saint-Exupery (78 000 m²)
- Parc Grammont (29 000 m²)
- Jardin de l’hôtel de ville (26 000 m²)
- Jardin Pasteur (21 700 m²)
- Square Verdrel (9 000 m²)
- Square Halbout (5 240 m²)

I još 17 drugih parkova i vrtova

## Zbratimljeni gradovi
- Cleveland, SAD
- Hannover, Njemačka
- Norwich, UK
- Ningbo, Kina
- Salerno, Italija, od 2003.
- Wejherowo, Poljska

## Vanjske poveznice
- Službena stranica grada
- Povijest Rouena i njegovi spomenici na projektu Gutenberg

|  | Portal Francuske: pristup člancima s tematikom o Francuskoj |